# Anastasia Kapatsjinskaja
Anastasia Aleksandrovna Kapatsjinskaja (Russisch:Анастасия Александровна Капачинская) (Moskou, 20 november 1979) is een Russische sprintster, die gespecialiseerd is in de 200 m en de 400 m. Ze werd meervoudig Russisch indoorkampioene op de 200 m. Haar beste prestaties boekte ze echter op de 4 x 400 m estafette. Ze nam tweemaal deel aan de Olympische Spelen en won bij die gelegenheid een zilveren medaille.

## Biografie

### Eerste successen
Anastasia Kapatsjinskaja boekte haar eerste successen in 2001. Ze won dat jaar op de Russische indoorkampioenschappen de 200 m en maakte deel uit van het Russische 4 x 400 m estafetteteam op de wereldkampioenschappen in Edmonton, dat verder bestond uit Irina Rossikina, Joelia Nosova en Olesja Zykina. Het Russische viertal finishte in 3.24,92, hetgeen voldoende was voor een bronzen medaille.
Op de Europese kampioenschappen in 2002 slaagde ze er voor het eerst in haar sportieve loopbaan in om zich individueel te plaatsen voor de finale van een grote internationale atletiekwedstrijd. In de finale werd ze vijfde op de 200 m met een tijd van 51,69 s. Een jaar later won ze bij de Russische indoorkampioenschappen een gouden medaille op de 200 m. In datzelfde jaar won ze op de wereldindoorkampioenschappen in het Engelse Birmingham een zilveren medaille op de 200 m. Met een tijd van 22,80 bleef ze met een honderdste van een seconde de Jamaicaanse Juliet Campbell voor. De wedstrijd werd met ruime voorsprong gewonnen door de Franse Muriel Hurtis-Houairi in 22,54.

### Wereldtitel
Een van de beste prestaties van haar sportcarrière leverde Kapatsjinskaja op de wereldkampioenschappen van 2003 in Parijs. Op zowel de 200 m als de 4 x 400 m estafette behaalde ze een tweede plaats. Op de 200 m finishte ze in een persoonlijk record van 22,38 achter de Amerikaanse Kelli White. Doordat White wegens doping werd geschorst, werd haar klassering later opgewaardeerd tot de eerste en kreeg zij alsnog een gouden medaille.

### Doping
Een jaar later op de WK indoor van 2004 in Boedapest finishte Kapatsjinskaja op de 200 m als eerste. Doordat bij een dopingtest bij haar het verboden middel stanozolol werd aangetroffen, raakte ze de pas veroverde titel echter weer kwijt en werd ze voor twee jaar geschorst.

### Na haar schorsing
Haar moeder overleed in 2006 hetgeen, naast haar schorsing, grote invloed had op de prestaties van Anastasia Kapatsjinskaja. Het duurde enige jaren, voordat ze weer tot de wereldtop zou doordringen.
In 2008 op de Olympische Spelen van Peking nam Kapatsjinskaja deel aan de 400 m en de 4 x 400 m estafette. Op het individuele nummer drong ze door tot de finale en behaalde hierop een vijfde plaats. Op de estafette was ze nog succesvoller door met haar teamgenotes Joelia Goesjtsjina, Ljoedmila Litvinova en Tatjana Firova een zilveren medaille te winnen. Met een tijd van 3.18,82 finishte het team achter de Verenigde Staten (goud; 3.18,54) en voor Jamaica (brons; 3.20,40), vanwege een tweede positieve test zijn al haar resultaten na 2004 geschrapt.

## Titels
- Wereldkampioene 200 m - 2003
- Europees kampioene 4 x 400 m estafette - 2010
- Russisch indoorkampioene 200 m - 2001, 2003, 2004

## Persoonlijke records
Outdoor
| Onderdeel | Prestatie | Datum            | Plaats      |
| --------- | --------- | ---------------- | ----------- |
| 200 m     | 22,38 s   | 28 augustus 2003 | Parijs      |
| 300 m     | 36,61 s   | 27 augustus 2002 | Göteborg    |
| 400 m     | 49,35 s   | 22 juli 2011     | Tsjeboksary |

Indoor
| Onderdeel | Prestatie | Datum            | Plaats |
| --------- | --------- | ---------------- | ------ |
| 200 m     | 22,59 s   | 27 februari 2003 | Moskou |
| 300 m     | 37,94 s   | 6 januari 2000   | Moskou |
| 400 m     | 52,10 s   | 21 februari 2008 | Moskou |

## Palmares

### 200 m
Kampioenschappen
- 2001:  Russische indoorkamp. - 23,24 s
- 2003:  Russische indoorkamp. - 22,59 s
- 2003:  WK indoor - 22,80 s
- 2003: DSQ WK (was  - 22,38 s)
- 2003:  Wereldatletiekfinale - 22,57 s
- 2003:  Europacup - 22,71 s
- 2004:  Russische indoorkamp. - 22,90 s
- 2010: DQ EK - 22,47 s

Golden League-podiumplekken
- 2003:  Golden Gala – 22,83 s

### 400 m
- 2002:  Russische kamp.
- 2002: DQ EK - 51,69 s
- 2008: DQ OS - 50,03 s
- 2009: DQ WK - 50,53 s
- 2011: DQ WK - 50,24 s

### 4 x 400 m estafette
- 2001:  WK - 3.24,92
- 2002:  EK - 3.25,59
- 2003:  WK - 3.22,91
- 2008: DQ OS - 3.18,82
- 2010: DQ EK - 3.21,26
- 2011: DQ WK - 3.19,36
- 2012: DQ OS - 3.20,23 (alleen kwal.)

1983 Marita Koch ·
1987 Silke Gladisch ·
1991 Katrin Krabbe ·
1993 Merlene Ottey ·
1995 Merlene Ottey ·
1997 Zjanna Block ·
1999 Inger Miller ·
2001 Debbie Ferguson ·
2003 Anastasia Kapatsjinskaja ·
2005 Allyson Felix ·
2007 Allyson Felix ·
2009 Allyson Felix ·
2011 Veronica Campbell-Brown ·
2013 Shelly-Ann Fraser-Pryce ·
2015 Dafne Schippers ·
2017 Dafne Schippers ·
2019 Dina Asher-Smith ·
2022 Shericka Jackson ·
2023 Shericka Jackson